# Rahma Ben Ali
Rahma Ben Ali (sinh ngày 15 tháng 9 năm 1993) là một vận động viên taekwondo người Tunisia.
Cô đại diện cho Tunisia tại Thế vận hội mùa hè 2016 ở Rio de Janeiro, ở mức 57 kg nữ.